# ميوجينين
الميوجينين (بالإنجليزية: Myogenin)‏ ويعرف كذلك بعامل الميوجينيك 4 واختصارا MYOG هو جين يشفر عامل نسخ متخصص بالعضلات على شكل لولب-حلقة-لولب (bHLH) وله دور في تنسيق نمو العضلات الهيكلية وتكون العضلات وإصلاحها. الميوجينين فرد من عائلة MyoD من عوامل النسخ (en) والتي تشمل كذلك MyoD، MYF5 وMrf4.
لدى الفئران، الميوجينين حاسم لنمو عضلة هيكلية وظيفية، وهو مطلوب للتمايز الصحيح لمعظم الخلايا الميوجينية الأولية أثناء عملية تكون العضلات. حين يتم إزالة الدنا المشفِّر للميوجينين من جينوم الفأر، تتم ملاحظة العديد من العيوب الحادة في العضلات الهيكلية، تعاني الفئران التي تفتقد كلا نسختي الميوجينين (زيجوت متماثلة الألائل ملغى) من وفاة ما بعد الولادة بسبب انعدام خيوط العضلات الهيكلية الثانوية الناضجة في مختلف أنحاء الجسد.
في زرع الخلايا، يمكن أن يُحدِث الميوجينين تكون العضلات في أنواع خلية غير عضلية.

## تآثرات
تبين أن الميوجينين يتأثر مع:
- MDFI.[4]
- POLR2C.[5]
- عامل استجابة المصل، SRF. [6][7]
- عامل النسخ Sp1.[6]
- TCF3.[8][9]